# Rahoŭskaje (sjö i Belarus)
Ozero Rogovskoje (ryska: Озеро Роговское) är en sjö i Belarus.   Den ligger i voblasten Vitsebsks voblast, i den norra delen av landet, 160 km nordost om huvudstaden Minsk. Ozero Rogovskoje ligger 126 meter över havet. Arean är 0,43 kvadratkilometer. Den sträcker sig 1,4 kilometer i nord-sydlig riktning, och 0,7 kilometer i öst-västlig riktning.
Omgivningarna runt Ozero Rogovskoje är en mosaik av jordbruksmark och naturlig växtlighet. Runt Ozero Rogovskoje är det ganska glesbefolkat, med 22 invånare per kvadratkilometer.